# Межсезонье (альбом)
«Межсезонье» — третий студийный альбом российской рок-группы «Несчастный случай». Альбом был записан весной 1996 года. Хронологически может считаться первым альбомом группы, поскольку большинство песен, которые звучат в нём, были написаны для одноимённого спектакля Студенческого театра МГУ и записаны в 1989 году для журнала «Клуб». Песни «Зимние сны молодого человека» и «Закат багров» написаны близким другом группы Александром Барабашевым, им же исполнен бонус-трек «Старший брат».
Последний альбом группы, записанный с участием Валдиса Пельша в качестве постоянного участника группы. Через год Пельш отправился, по словам Алексея Кортнева, в затяжной «творческий отпуск», который длится до сих пор. Однако периодически Пельш принимает участие в некоторых записях и концертных программах группы.

## Об альбоме
«Межсезонье» – это наша юность, наше серьёзное становление, потому что песни «Межсезонья» получили, наверное, первое широкое признание.
Валдис Пельш

## Участники записи
- Алексей Кортнев — вокал, акустическая гитара
- Валдис Пельш — бэк-вокал, бубенцы, вокал (9, 11, 12), флейта (2, 3)
- Павел Мордюков — саксофон, бэк-вокал, акустическая гитара (12), вокал (15)
- Сергей Чекрыжов — фортепьяно, аккордеон, челеста, электроорган, мелодика (12)
- Дмитрий Чувелев — электрогитара, контрабас
- Андрей Гуваков — бас-гитара
- Дмитрий Морозов — ударные, перкуссия
- Александр Барабашев — вокал (20), тексты песен (4, 16, 20)

## Список композиций
Все тексты написаны Алексеем Кортневым, кроме указанных отдельно, вся музыка написана Сергеем Чекрыжовым и Алексеем Кортневым.
| №   | Название                                        | Автор(ы)                                             | Длительность |
| --- | ----------------------------------------------- | ---------------------------------------------------- | ------------ |
| 1.  | «Последний облом»                               | Александр Петросян, Сергей Чекрыжов, Алексей Кортнев | 3:50         |
| 2.  | «Джаз-клуб РККА»                                | Сергей Чекрыжов, Алексей Кортнев                     | 4:52         |
| 3.  | «Зоология»                                      | Сергей Чекрыжов, Алексей Кортнев                     | 3:00         |
| 4.  | «Зимние сны молодого человека»                  | Александр Барабашев                                  | 3:15         |
| 5.  | «Оставьте меня»                                 | Сергей Чекрыжов, Алексей Кортнев                     | 4:54         |
| 6.  | «Музей мадам Тюссо»                             | Сергей Чекрыжов, Алексей Кортнев                     | 3:33         |
| 7.  | «Звоны огненных одежд»                          | Сергей Чекрыжов, Алексей Кортнев                     | 2:21         |
| 8.  | «Метро (Мама)»                                  | Александр Петросян, Сергей Чекрыжов, Алексей Кортнев | 4:00         |
| 9.  | «Овощное танго»                                 | Сергей Чекрыжов, Алексей Кортнев                     | 2:25         |
| 10. | «Я верю ей»                                     | Сергей Чекрыжов, Алексей Кортнев                     | 3:28         |
| 11. | «Товарищ Мордюков»                              | Сергей Чекрыжов, Алексей Кортнев                     | 4:33         |
| 12. | «Мыши»                                          | Сергей Чекрыжов, Алексей Кортнев                     | 3:47         |
| 13. | «Ока»                                           | Сергей Чекрыжов, Алексей Кортнев                     | 3:23         |
| 14. | «Генералы»                                      | Сергей Чекрыжов, Алексей Кортнев                     | 5:42         |
| 15. | «Люди как люди (Межсезонье)»                    | Сергей Чекрыжов, Алексей Кортнев                     | 3:04         |
| 16. | «Закат багров»                                  | Александр Барабашев                                  |              |
| 17. | «Малышка»                                       | Сергей Чекрыжов, Алексей Кортнев                     | 3:12         |
| 18. | «Поклоны»                                       | Сергей Чекрыжов, Алексей Кортнев                     | 1:51         |
| 19. | «Летние дожди» (bonus track "2-е издание" 2002) | Сергей Чекрыжов, Алексей Кортнев                     | 5:42         |
| 20. | «Старший брат» (bonus track "2-е издание" 2002) | Сергей Чекрыжов, Алексей Кортнев                     | 3:36         |